# أندرو أوليفييري
أندرو أوليفييري هو لاعب كرة قدم ومدرب كرة قدم كندي في مركز حراسة المرمى، ولد في 27 مارس 1981 في مونتريال في كندا. شارك مع منتخب كندا تحت 20 سنة لكرة القدم ومنتخب كندا لكرة القدم. أما مع النوادي، فقد لعب مع إمباكت مونتريال.